# Phasia xenos
Phasia xenos là một loài ruồi trong họ Tachinidae.